# Amphitrites Patera
Amphitrites Patera est un volcan de la planète Mars situé par 58,7° S et 60,9° E dans les quadrangles de Noachis et d'Hellas, au sud sud-ouest du bassin d'impact d'Hellas Planitia, dans une zone souvent appelée Circum-Hellas Volcanic Province en anglais. Cet édifice volcanique, caractérisé par des reliefs extrêmement peu marqués et des pentes inférieures à 1° (0,03 %), mesure 700 de large avec une caldeira d'environ 135 km et un point culminant à environ 1 700 m au-dessus du niveau de référence martien.

## Géographie et géologie
Bien qu'ayant des reliefs très estompés, Amphitrites Patera est la formation volcanique la moins ambiguë de Malea Planum, région typique des plaines de lave les plus anciennes de Mars. Ce volcan se serait formé à la fin du Noachien et aurait cessé toute activité dès le début de l'Hespérien, ce qui expliquerait son état actuel particulièrement érodé.